# Пианико
Пиа̀нико (на италиански: Pianico; на ломбардски: Piènech, Пиенек) е село и община в Северна Италия, провинция Бергамо, регион Ломбардия. Разположено е на 328 m надморска височина. Населението на общината е 1453 души (към 2018 г.).